# Hansjörg Grützmacher
Hansjörg Grützmacher (* 24. März 1959 in Hamburg) ist ein deutscher Chemiker und Hochschullehrer für Anorganische Chemie an der ETH Zürich.

## Leben
Hansjörg Grützmacher wurde am 24. März 1959 in Hamburg geboren. Er studierte zunächst Chemie an der Universität Göttingen, wo er im Jahre 1986 bei Herbert W. Roesky promovierte. Anschließend verbrachte er einen einjährigen Postdoc-Aufenthalt bei Dir. G. Bertrand am C.N.R.S in Toulouse. Er habilitierte sich im Jahre 1992 mit Arbeiten über Zinn- und Phosphor-Verbindungen an der Universität Heidelberg, wo er im selben Jahre zum Privatdozenten ernannt wurde. Im gleichen Jahr ging er dann als Professor für Anorganische Chemie an die Albert-Ludwigs-Universität Freiburg. Im Jahre 1995 folgte er einem Ruf als außerordentlicher Professor an die ETH in Zürich. Er wurde im Jahre 2001 ebendort zum ordentlichen Professor ernannt.

## Wirken
Die Forschungsinteressen der Arbeitsgruppe von Hansjörg Grützmacher an der ETH Zürich sind die Synthese von Molekülen mit ungewöhnlichen Funktionalitäten:
- Die Synthese von Komplexen mit Metallen in niedrigen Oxidationsstufen für photokatalytische Bindungsknüpfungen
- neue Synthesemethoden in der Hauptgruppenelementchemie (hauptsächlich: Organophosphorchemie)[2]
- Synthese von Phosphanylradikalen  als Kontrastmittel und molekulare Indikatoren (Spin Labels)

## Auszeichnungen
- 1991: ADUC-Preis
- 1992: Karl-Freudenberg-Preis der Akademie der Wissenschaften in Heidelberg
- 1994: Carl-Duisberg-Gedächtnispreis der Gesellschaft Deutscher Chemiker[3]
- 2017: Wilhelm-Klemm-Preis[4]